# モモエ (歌手)
モモエ（ビルマ語: မိုးမိုး、1983年5月8日 - ）は、ミャンマーの歌手。ミャンマー国内にて国民的歌手として知られている。

## 経歴
1983年、ミャンマーにて誕生。2000年に大学入学試験に合格。英語を専攻して学校を卒業し、2001年から2002年にかけてPeanut Jamというバンドに参加し、Strawberryというバンドで演奏をしていた。バンドは結成したが成功はしなかったという。2005年1月にシングル「Star」、2008年2月に「Sunday Raindrops」をリリース。

## ディスコグラフィ
- 2005年 - star
- 2008年 - Sunday Raindrops
- 2010年 -  အတ္တကြီးနေသည်